# 플로리안 슈테터

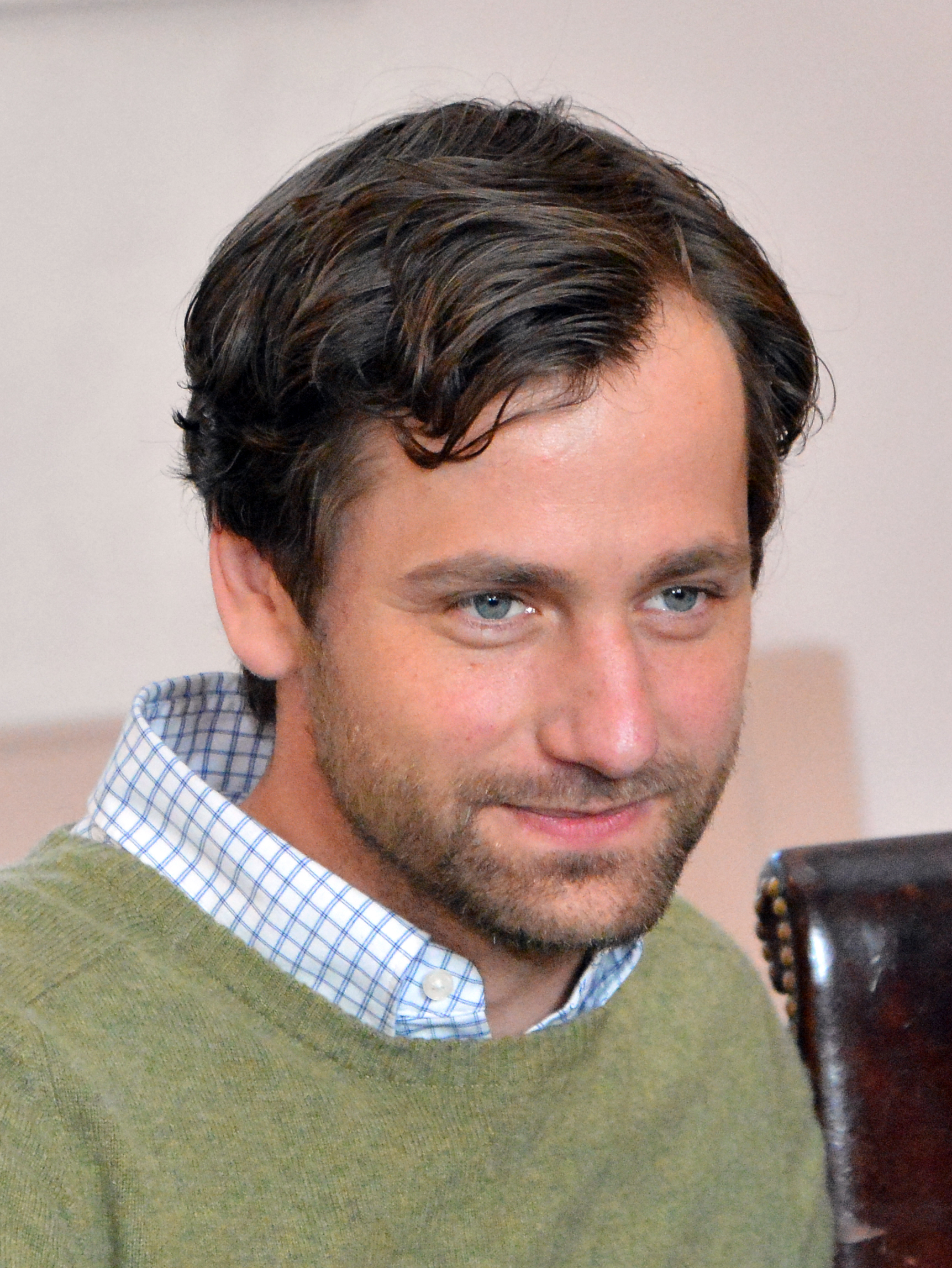

플로리안 슈테터(Florian Stetter, 1977년 8월 2일 ~ )는 독일의 배우, 영화배우, 연극 배우이다.
뮌헨에서 태어났다.

## 영화
- 블러드 앤 워터 (2014년)
- 연인들 (2014년) - 프레드리히 쉴러 역
- 거룩한 소녀 마리아 (2014년) - 웨버 신부 역
- 사과씨의 맛 (2013년)
- 운명의 산 낭가 파르밧 (2010년) - 라인홀트 역
- 씨울프 (2008년)
- 소피 숄의 마지막 날들 (2005년) - 크리스토퍼 프롭스트 역
- 나폴라 (2004년)
- 어느 멋진 날 (2001년)
- 사랑, 돈, 사랑 (2000년)